# Dagum-eloszlás

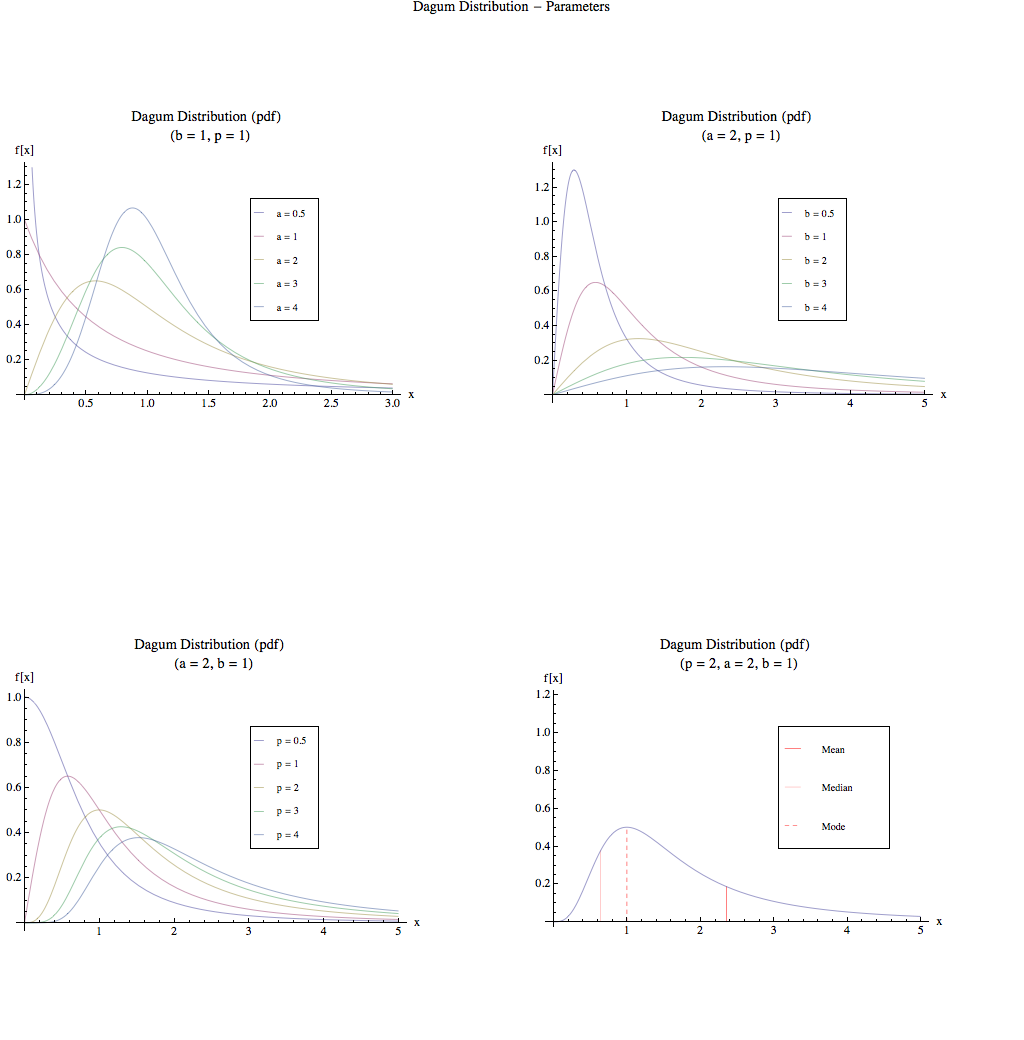
Dagum-eloszlás

A Dagum-eloszlás egy minden pozitív valós számra definiált folytonos valószínűség-eloszlás. Az eloszlás Camilo Dagum (1925–2005) olasz matematikusról kapta a nevét, aki az 1970-es években dolgozta ki.
A Dagum-eloszlás a személyi jövedelem méreteloszlására vonatkozó új modell változataiból alakult ki és gyakran kapcsolatba hozzák a bevételeloszlás vizsgálatával. Van egy 3-paraméteres (1. típus), és egy 4-paraméteres (2. típus) változata. A statisztikai eloszlások vizsgálatánál gyakran hivatkoznak a Dagum-eloszlásra.

## Definíció
A kumulatív eloszlásfüggvény (1. típus):
{\displaystyle F(x;a,b,p)={\left(1+{\left({\frac {x}{b}}\right)}^{-a}\right)}^{-p}}
{\displaystyle x>0} esetén, ahol {\displaystyle a,b,p>0.}
A megfelelő valószínűség sűrűségfüggvény:
{\displaystyle f(x;a,b,p)={\frac {ap}{x}}\left({\frac {({\tfrac {x}{b}})^{ap}}{\left(({\tfrac {x}{b}})^{a}+1\right)^{p+1}}}\right).}
A Dagum-eloszlás az általánosított béta II (GB2) eloszlás speciális eseteként vezethető le (inverz béta eloszlás). A Singh-Maddala eloszlás és a Dagum-eloszlás szintén közeli kapcsolatban áll egymással.
{\displaystyle X\sim D(a,b,p)\iff {\frac {1}{X}}\sim SM(a,{\tfrac {1}{b}},p)}
A 2. típusú Dagum-eloszlás kumulatív eloszlásfüggvénye egy pontot ad az origóhoz majd az 1. típusú eloszlás menetét követi (a pozitív oldalon).
{\displaystyle F(x;a,b,p,\delta )=\delta +(1-\delta ){\left(1+{\left({\frac {x}{b}}\right)}^{-a}\right)}^{-p}.}